# Genki Ishisaka
Genki Ishisaka (japanisch 石坂 元気 Ishisaka Genki; * 13. Juli 1993 in der Präfektur Toyama) ist ein japanischer Fußballspieler.

## Karriere
Ishisaka erlernte das Fußballspielen in der Jugendmannschaft von Sanfrecce Hiroshima und der Universitätsmannschaft der Tōyō-Universität. Seinen ersten Vertrag unterschrieb er 2016 bei Kataller Toyama. Der Verein spielte in der dritthöchsten Liga des Landes, der J3 League. Für den Verein absolvierte er drei Ligaspiele. Im August 2017 wechselte er zu Briobecca Urayasu. Für den Verein absolvierte er 11 Ligaspiele. 2018 wechselte er zu ReinMeer Aomori FC. Ende 2018 beendete er seine Karriere als Fußballspieler.